# Nethen
Nethen är ett vattendrag i Belgien.   Det ligger i regionen Flandern, i den centrala delen av landet, 22 km öster om huvudstaden Bryssel.
Trakten runt Nethen består till största delen av jordbruksmark. Runt Nethen är det ganska tätbefolkat, med 129 invånare per kvadratkilometer.